# O Gwang-sun
O Gwang-sun (née le 17 juillet 1964) est une archère nord-coréenne.

## Palmarès
- Jeux olympiques
  - 5e à l'individuel femme aux Jeux olympiques d'été de 1980 à Moscou.